# John Charlton Kinchant
Pour les articles homonymes, voir Kinchant.
John Charlton Kinchant (1846-26 novembre 1923) est un homme politique canadien de la Colombie-Britannique. Il est député provincial indépendant de la circonscription britanno-colombienne de Cariboo de 1898 à 1900.
Kinchant meurt à Horley dans le Surrey en Angleterre en novembre 1923 à l'âge de 79 ans.